# Graphiurus johnstoni
Graphiurus johnstoni är en gnagare i familjen sovmöss som förekommer i södra Afrika.

## Utseende
Arten är med en kroppslängd (huvud och bål) av 69 till 84 mm och en svanslängd av 65 till 76 mm en liten sovmus. Den har cirka 16 mm långa bakfötter och ungefär 12 mm stora öron. Viktuppgifter saknas. Den korta och mjuka pälsen på ovansidan är rödbrun. Undersidans päls har främst en ljusgrå färg med några ljusbruna nyanser. Det saknas en tydlig gräns mellan dessa färgområden. Huvudet kännetecknas av stora ögon, en otydlig mörk ansiktsmask, bruna avrundade öron och krämfärgade kinder. Andra delar av huvudet är rödbruna. Ovansidan av de krämfärgade bakfötterna har ett smalt mörkt streck. Även håren på svansen är rödbruna. Honor har två spenar på bröstet, två på buken och fyra vid ljumsken.

## Utbredning
Utbredningsområdet ligger i södra Malawi. Arten vistas i bergstrakter mellan 900 och 1500 meter över havet. Den lever i regioner där savanner och skogar bildar en mosaik. Graphiurus johnstoni besöker ibland trädgårdar och tillhörande byggnader.

## Ekologi
Denna sovmus är antagligen nattaktiv. Den klättrar troligtvis i träd.

## Hot
Det är inte känt hur skogsröjningar och andra landskapsförändringar påverkar beståndet. IUCN listar arten med kunskapsbrist (DD).